# Római rövidítések listája
A római rövidítések listájában az ókorban előszeretettel alkalmazott latin nyelvű rövidítéseket találjuk. Sűrűn találkozhatunk velük például római pénzérméken, oltárokon, sírköveken, latin irodalmi művekben. Ezek feloldása a latin nyelv alaposabb ismerete nélkül nagyon nehéz, szinte lehetetlen. A leggyakoribb rövidítések feloldásai:

## A
- A. Absolvo, Aedilis, Aes, Ager, Ago, Aio, Amicus, Annus, Antiquo, Auctor, Auditor, Augustus, Aulus, Aurum, Aut.
- A.A. Aes alienum, Ante audita, Apud agrum, Aurum argentum.
- AA. e AUGG. Augusti.
- AAA. e AUGGG. Augusti tres.
- A.A.A.F.F. Auro argento aere flando feriundo.
- A.A.V. Alter ambove.
- A.C. Acta causa, Alins civis.
- A.D. Ante diem
- A.D.V. Ante diem quintum.
- A.D.A. Ad dandos agros.
- AEO. Aedes, Aedilis, Aedilitas.
- AEM. e AIM. Aemilius, Aemilia.
- AER. Aerarium.
- AER.P. Aere publico.
- A.F. Acture fide, Auli filius.
- AG. Ager, Ago, Agrippa.
- A.G. Ammo grato, Aulus Gellius.
- A.L.AE. e A.L.E. Arbitrium litis aestimandae.
- A.M. e A.MILL. Ad milliarium.
- AN. Aniensis, Annus, Ante.
- ANN. Annales, Anni, Annona.
- ANT. Ante, Antonius.
- A.O. Alii omnes, Amico optimo.
- AP. Atppius, Apud.
- A.P. Ad pedes, Aedilitia potestate.
- A.P.F. Auro (oppure argento) publico feriundo.
- A.P.M. Amico posuit monumentum, Annorum plus minus.
- A.P.R.C. Anno post Romam conditam.
- ARG. Argentum.
- AR.V.V.D.D. Aram votam volens dedicavit, Arma votiva dono dedit.
- AT e A TE e A TER A tergo.
- A.T.M.D.O. Aio te mihi dare oportere.
- AV. Augur, Augustus, Aurelius.
- A.V. Annos vixit.
- A.V.C. Ab urbe condita.
- AVG. Augur, Augustus.
- AVT.PR.R. Auctoritas provinciae Romanorum.

## B
- B. Balbius, Balbus, Beatus, Bene, Beneficiarius, Beneficium, Bonus, Brutus, Bustum.
- B. (per V.)       Berna Bivus, Bixit.
- B.A. Bixit anos, Bonis auguriis, Bonus amabilis.
- BB. e B.B. Bene bene, idem est optime, Optimus.
- B.D. Bonae deae, Bonum datum.
- B.DD. Bonis deabus.
- B.D.S.M. Bene de se merenti.
- B.F. Bona femina, Bona filia, Bona fides, Bona fortuna, Bonum factum.
- B.H. Bona hereditaria, Bonorum heres.
- B.I. Bonum iudicium.
- B.I.I. Boni iudicis iudicium.
- B.M. Beatae memoriae, Bene merenti.
- B.N. Bona nostra, Bonum nomen.
- BN.H.I. Bona hic invenies.
- B.P. Bona paterna, Bonorum potestas, Bonum publicum.
- B.Q. Bene quiescat, Bona quaesita.
- B.RP.N. Bono reipublicae natus.
- BRT. Britannicus.
- B.T. Bonorum tutor, Brevi tempore.
- B.V. Bene vale, Bene vixit, Bonus vir.
- B.V.V. Balnea vina Venus.
- BX. Bixit (per vixit).

## C
- C. Caius, Caesar, Cains, Caput, Causa, Censor, Civis, Conors, Colonia, Comitialis (dies), Condemno, Consul, Cum, Curo, Custos, Caia, Centuria, Cum, és a Con. elöljárószó
- C.B. Civis bonus, Commune bonum, Coniugi benemerenti, Cui bono.
- C.C. Calumniae causa, Causa cognita, Coniugi carissimae, Consilium cepit, Curiae consulto.
- C.C.C. Calumniae cavendae causa.
- C.C.F. Caesar (o Caius) curavit faciendum, Caius Caii filius.
- CC.VV. Clarissimi viri.
- C.D. Caesaris decreto, Cains Decius, Comitialibus diebus.
- CES. Censor, Censores.
- CESS. Censores.
- C.F. Causa fiduciae, Conjugi fecit, Curavit faciendum.
- C.H. Custos heredum, Custos hortorum.
- C.I. Caius Iulius, Consul iussit, Curavit iudex.
- CL. Clarissimus, Claudius, Clodius, Colonia.
- CL.V. Clarissimus vir, Clypeum vovit.
- C.M. Caius Marius, Causa mortis.
- CN. Cnaeus.
- COH. Coheres, Conors.
- COL. Collega, Collegium, Colonia, Columna.
- COLL. Collega, Coloni, Coloniae.
- COM. Comes, Comitium, Comparatum.
- CON. Conjux, Consensus, Consiliarius, Consul, Consularis.
- COR. Cornelia (tribus), Cornelius, Corona, Corpus.
- COS. Consiliarius, Consul, Consulares.
- COSS. Consules.
- C.P. Carissimus, Clarissimus puer, Civis publicus, Curavit ponendum.
- C.R. Caius Rufus, Civis Romanus, Curavit reficiendum.
- CS. Caesar, Communis, Consul.
- C.V. Clarissimus, Consularis vir.
- CVR. Cura, Curator, Curavit, Curia.

## D
- D. Dat, Dedit, De, Decimus, Decius, Decretum, Decurio, Deus, Dicit, Dies, Divus, Dominus, Domus, Donum.
- D.C. Decurio coloniae, Diebus comitialibus, Divus Caesar.
- D.D. Dea Dia, Decurionum decreto, Dedicavit, Deo dedit, Dono dedit.
- D.D.D. Datum decreto decurionum, Dono dedit dedicavit.
- D.E.R. De ea re.
- DES. Designatus.
- D.I. Dedit imperator, Diis immortalibus, Diis inferis.
- D.l.M. Deo invicto Mithrae, Diis inferis Manibus.
- D.M. Deo Magno, Dignus memoria, Diis Manibus, Dolo malo.
- DNS DS Dominus Deus.
- D.P.S. Dedit proprio sumptu, Deo perpetuo sacrum, De pecunia sua.

## E
- E. Eius, Eques, Erexft, Ergo, Est, Et, Etiam, Ex.
- EG. Aeger, Egit, Egregius.
- E.M. Egregiae memoriae, Eiusmodi, Erexit monumentum.
- EQ.M. Equitum magister.
- E.R.A. Ea res agitur.

## F
- F. Fabius, Facere, Fecit, Familia, Fastus (dies), Felix, Femina, Fides, Filius, Flamen, Fortuna, Frater, Fuit, Functus.
- F.C. Faciendum curavit, Fidei commissume, Fiduciae causa.
- F.D. Fidem dedit, Flamen Dialis, Fraude donavit.
- F.F.F. Ferro flamma fame, Fortior fortuna fato.
- FL. Filius, Flamen, Flaminius, Flavius.
- F.L. Favete linguis, Fecit libens, Felix liber.
- FR. Forum, Fronte, Frumentarius.
- F.R. Forum Romanum.

## G
- G. Gaius (=Caius), Gallia, Gaudium, Gellius, Gemma, Gens, Gesta, Gratia.
- G.F. Gemma fidelis (detto di una legione).
- G.P.F. Gemma pia fidelis.
- GL. Gloria.
- GN. Genius, Gens, Genus, Gnaeus (=Cnaeus).
- G.P.R. Genro populi Romani.

## H
- H. Habet, Heres, Hic, Homo, Honor, Hora.
- HER. Heres, Herennius.
- HER. e HERC. Hercules.
- H.L. Hac lege, Hoc loco, Honesto loco.
- H.M. Hoc monumentum, Honesta mulier, Hora mala.
- H.S.E. Hic sepultus est, Hic situs est.
- H.V. Haec urbs, Hic vivit, Honeste vixit, Honestus vir.

## I
- I. Immortalis, Imperator, In, Infra, Inter, Invictus, Ipse, Isis, Iudex, Iulius, Iunius, Iupiter, Iustus.
- IA. Iam, Intra.
- I.C. Iulius Caesar, Iuris Consultum, Ius civile.
- ID. Idem, Idus, Interdum.
- l.D. Inferis diis, Jovi dedicatnm, Jus dicendum, Jussu Dei.
- I.D.M. Iovi deo magno.
- I.F. In foro, In fronte.
- I.H. Iacet hic, In honestatem, Iustus homo.
- IM. Imago, Immortalis, Immunis, Impensa.
- IMP. Imperator, Imperium.
- I.O.M. Iovi optimo maximo.
- I.P. In publico, Intra provinciam, Iusta persona.
- I.S.V.P. Impensa sua vivus posuit.

## K
- K. Kaeso, Caia, Calumnia, Caput, Carus, Castra.
- K., KAL. e KL. Kalendae.

## L
- L. Laelius, Legio, Lex, Libens, Liber, Libra, Locus, Lollius, Lucius, Ludus.
- LB. Libens, Liberi, Libertus.
- L.D.D.D. Locus datus decreto decurionum.
- LEG. Legatus, Legio.
- LIB. Liber, Liberalitas, Libertas, Libertus, Librarius.
- LL. Leges, Libentissime, Liberti.
- L.M. Libens merito, Locus monumenti.
- L.S. Laribus sacrum, Libens solvit, Locus sacer.
- LVD. Ludus.
- LV.P.F. Ludos publicos fecit.

## M
- M. Magister, Magistratus, Magnus, Manes, Marcus, Marins, Marti, Mater, Memoria, Mensis, Miles, Monumentum, Mortuus, Mucius, Mulier.
- M'. Manius.
- M.D. Magno Deo, Manibus diis, Matri deum, Merenti dedit.
- MES. Mensis.
- MESS. Menses.
- M.F. Mala fides, Marci filius, Monumentum fecit.
- M.I. Matri Idaeae, Matii Isidi, Maximo Iovi.
- MNT. e MON. Moneta.
- M.P. Male positus, Monumentum posuit.
- M.S. Manibus sacrum, Memoriae sacrum, Manu scriptum.
- MVN. Municeps, o municipium; vedi anche MN., MV. e MVNIC.
- M.V.S. Marti ultori sacrum, Merito votum solvit.

## N
- N. Natio, Natus, Nefastus (dies), Nepos, Neptunus, Nero, Nomen, Non, Nonae, Noster, Novus, Numen, Numerius, Numerus, Nummus.
- NEP. Nepos, Neptunus.
- N.F.C. Nostrae fidei commissum.
- N.L. Non licet, Non liquet, Non longe.
- N.M.V. Nobilis memoriae vir.
- NN. Nostri.
- NN., NNO. e NNR. Nostrorum.
- NOB. Nobilis.
- NOB., NOBR. e NOV. Novembris.
- N.P. Nefastus primo (i. e. priore parto diei), Non potest.

## O
- O. Ob, Officium, Omnis, Oportet, Optimus, Opus, Ossa.
- OB. Obiit, Obiter, Orbis.
- O.C.S. Ob cives servatos.
- O.H.F. Omnibus honoribus functus.
- O.H.S.S. Ossa hic sita sunt.
- OR. Hora, Ordo, Ornamentum.
- O.T.B.Q. Ossa tua bene quiescant.

## P
- P. Pars, Passus, Pater, Patronus, Pax, Perpetuus, Pes, Pius, Plebs, Pondo, Populus, Post, Posuit, Praeses, Praetor, Primus, Pro, Provincia, Publicus, Publius, Puer.
- P.C. Pactum conventum, Patres conscripti, Pecunia constituta, Ponendum curavit, Post consulatum, Potestate censoria.
- P.F. Pia fidelis, Pius felix, Promissa fides, Publii filius.
- P.M. Piae memoriae, Pius minus, Pontifex maximus.
- P.P. Pater patratus, Pater patriae, Pecunia publica, Praepositus, Primipilus, Propraetor.
- PR. Praeses, Praetor, Pridie, Princeps.
- P.R. Permissu reipublicae, Populus Romanus.
- P.R.C. Post Romam conditam.
- PR.PR. Praefectus praetorii, Propraetor.
- P.S. Pecunia sua, Plebiscitum, Proprio sumptu, Publicae saluti.
- P.V. Pia victrix, praefectus urbi, Praestantissimus vir.

## Q
- Q. Quaestor, Quando, Quantus, Que, Qui, Quinquennalis, Quintus, Quirites.
- Q.D.R. Qua de re.
- Q.I.S.S. Quae infra scripta sunt
- Q.S.S.S. Quae supra scripta sunt
- QQ. Quaecunque, Quinquennalis, Quoque.
- Q.R. Quaestor reipublicae.

## R
- R. Recte, Res, Respublica, Retro, Rex, Ripa, Roma, Romanus, Rufus, Rursus.
- R.C. Romana civitas, Romanus civis.
- RESP. e RP. Respublica.
- RET.P. e RP. Retro pedes.
- R.I.P. Requiescat in pace.

## S
- S. Sacrum, Scriptus, Semis, Senatus, Sepultus, Servius, Servus, Sextus, Sibi, Sine, Situs, Solus, Solvit, Sub, Suus.
- SAC. Sacerdos, Sacrificium, Sacrum.
- S.C. Senatus consultum.
- S.D. Sacrum diis, Salutem dicit, Senatus decreto, Sententiam
- S.D.M. Sacrum diis Manibus, Sine dolo malo.
- SER. Servius, Servus.
- S.E.T.L. Sit ei terra levis.
- SN. Senatus, Sententia, Sine.
- S.P.           Sacerdos perpetua, Sine pecunia, Sua pecunia.
- S.P.Q.R. Senatus populusque Romanus.
- S.T.T.L Sid Tibi Terra Levis
- S.S. Sanctissimus senatus, Supra scripture, Sacrosanctae.
- S.V. Stylo Veteri.
- S.V.B.E.E.Q.V. Si vales bene est, ego quidem valeo.

## T
- T. Terminus, Testamentum, Titus, Tribunus, Tu, Turma, Tutor.
- TB., TI. e TIB. Tiberius.
- TB., TR. e TRB. Tribunus.
- T.F. Testamentum fecit, Titi filius, Titulum fecit, Titus Flavius.
- T.H. Tua Humanitas.
- TM. Terminus, Testamentum, Thermae.
- T.P. Terminum posuit, Tribunicia potestate, Tribunus plebis.
- TVL. Tullius, Tunus.

## V
- V. Urbs, Usus, Uxor, Vale, Verba, Vestalis, Vester, Vir, Vivus, Vixit, Volo, Votum.
- VA. Veterano assignatus, Vixit annos.
- V.C. Vale conjux, Vir clarissimus, Vir consularis.
- V.E. Verum etiam, Vir egregius, Visum est.
- V.F. Usus fructus, Verba fecit, Vivus fecit.
- V.P. Urbis praefectus, Vir perfectissimus, Vivus posuit.
- V.R. Urbs Roma, Uti rogas, Votum reddidit.
- V.S.L.M. Votum Solvit Libens Merito